# Annois
Annois és un municipi francès situat al departament de l'Aisne i a la regió dels Alts de França. L'any 2007 tenia 378 habitants.

## Demografia

### Població
El 2007 la població de fet d'Annois era de 378 persones. Hi havia 140 famílies de les quals 32 eren unipersonals (20 homes vivint sols i 12 dones vivint soles), 48 parelles sense fills, 48 parelles amb fills i 12 famílies monoparentals amb fills.
La població ha evolucionat segons el següent gràfic:
Habitants censats

### Habitatges
El 2007 hi havia 159 habitatges, 147 eren l'habitatge principal de la família, 7 eren segones residències i 5 estaven desocupats. Tots els 159 habitatges eren cases. Dels 147 habitatges principals, 115 estaven ocupats pels seus propietaris, 30 estaven llogats i ocupats pels llogaters i 2 estaven cedits a títol gratuït; 2 tenien dues cambres, 25 en tenien tres, 32 en tenien quatre i 88 en tenien cinc o més. 89 habitatges disposaven pel capbaix d'una plaça de pàrquing. A 78 habitatges hi havia un automòbil i a 53 n'hi havia dos o més.

### Piràmide de població
La piràmide de població per edats i sexe el 2009 era:
| Homes | Edats   | Dones |
| ----- | ------- | ----- |
| 0     | 95 o +  | 0     |
| 0     | 90 a 94 | 0     |
| 0     | 85 a 89 | 4     |
| 12    | 80 a 84 | 4     |
| 0     | 75 a 79 | 4     |
| 4     | 70 a 74 | 0     |
| 12    | 65 a 69 | 12    |
| 12    | 60 a 64 | 8     |
| 0     | 55 a 59 | 12    |
| 28    | 50 a 54 | 28    |
| 8     | 45 a 49 | 16    |
| 12    | 40 a 44 | 12    |
| 24    | 35 a 39 | 24    |
| 4     | 30 a 34 | 4     |
| 8     | 25 a 29 | 4     |
| 16    | 20 a 24 | 8     |
| 16    | 15 a 19 | 8     |
| 12    | 10 a 14 | 16    |
| 16    | 5 a 9   | 12    |
| 0     | 0 a 4   | 12    |

## Economia
El 2007 la població en edat de treballar era de 247 persones, 158 eren actives i 89 eren inactives. De les 158 persones actives 136 estaven ocupades (79 homes i 57 dones) i 21 estaven aturades (10 homes i 11 dones). De les 89 persones inactives 28 estaven jubilades, 27 estaven estudiant i 34 estaven classificades com a «altres inactius».

### Ingressos
El 2009 a Annois hi havia 157 unitats fiscals que integraven 396 persones, la mediana anual d'ingressos fiscals per persona era de 15.840 €.

### Activitats econòmiques
Dels 7 establiments que hi havia el 2007, 3 eren d'empreses de construcció, 1 d'una empresa de transport, 2 d'empreses financeres i 1 d'una empresa de serveis.
Dels 3 establiments de servei als particulars que hi havia el 2009, 2 eren paletes i 1 lampisteria.
L'any 2000 a Annois hi havia 10 explotacions agrícoles que ocupaven un total de 515 hectàrees.

## Poblacions més properes
El següent diagrama mostra les poblacions més properes.